# Oedothorax annulatus
Oedothorax annulatus là một loài nhện trong họ Linyphiidae.
Loài này thuộc chi Oedothorax. Oedothorax annulatus được Jörg Wunderlich miêu tả năm 1974.